# Hubert Geissel
Christian Max Hubert Geissel (* 17. Februar 1891 in Neindorf; † 26. September 1938 in Berlin-Neukölln) war ein deutscher Polizeibeamter.

## Leben
Geissel war ein Sohn des Oberförsters und Amtsvorstehers Christian Geissel und seiner Ehefrau Luise, geborene Schwanecke. Geissel wurde in Schloss Neindorf geboren. Am 10. Februar 1910 legte er das Abiturexamen ab. Anschließend tat er vom 1. April 1910 bis 30. März 1911 ein Jahr lang Dienst als Einjähriger Freiwilliger beim Militär.
Am 20. Juni 1911 trat Geissel als Polizeianwärter in den Polizeidienst ein. Am 2. Januar 1913 wurde Geissel zum Kriminalkommissar auf Probe ernannt und am 1. Juli 1913 zum regulären Kriminalkommissar ernannt
Von 1914 bis 1918 nahm Geissel am Ersten Weltkrieg teil, in dem er ab 28. November 1914 als Feldpolizeikommissar verwendet wurde. Am 27. Januar 1915 erhielt er die Beförderung zum Leutnant der Reserve.
Seit den 1920er Jahren gehörte Geissel der Kriminalpolizei im Berliner Polizeipräsidium (Abteilung IV) an. In dieser Stellung wurde er am 1. August 1932 zum Kriminalpolizeirat befördert.
Im Juli 1933 wurde Geissel ins Geheime Staatspolizeiamt versetzt. Dazu musste er vom Objekt am Alexanderplatz in den Komplex der Prinz-Albrecht-Straße, der neuen Dienststelle in Berlin, umziehen. Laut Geschäftsverteilungsplan vom 22. Januar 1934 war er hier zuständig für eine Arbeitsgruppe, der mehrere Kriminalkommissare angehörten. Seine Büro Nr. war 335. Unter seinen Mitarbeitern waren auch Kurt Geißler (1902–1963) und Bruno Sattler (1898–1972). Während Geissler für die Verfolgung kommunistischer Funktionäre zuständig war, bestand Sattlers Aufgabengebiet in der Bearbeitung der SPD, der sozialdemokratischen Gewerkschaften und des Reichsbanners. In der Nacht vom 1. zum 2. Februar 1934 war er Mitglied des Kommandos, die am Schäferberg (Berlin-Wannsee), getarnt als Umlegungstransprt die vier Funktionäre der KPD, John Scheer, Rudolf Schwarz, Erich Steinfurth und Eugen Schönhaar „auf der Flucht“ erschossen. Hans Bernd Gisevius behauptet in seinen Memoiren, dass er dort im Zusammenhang mit den Ermittlungen zum Reichstagsbrand vom Februar 1933 mit der Untersuchung des Falls Adolf Rall befasst gewesen sei. Gisevius berichtet insbesondere, dass Geissel an der Ermordung Ralls, der unliebsame Aussagen zu der Brandaffäre gemacht hatte, beteiligt gewesen sei und dass er kompromittierende Unterlagen, die Rall an seine Mutter geschickt hatte, beschlagnahmt und beiseitegeschafft habe. Während des Reichstagsbrandprozesses war Geissel zusammen mit Arthur Nebe für den Schutz der Angeklagten zuständig.
Im Januar 1934 wurde Geissel, der auch Mitglied der SA und Förderndes Mitglied der SS war, zum Außendienstführer in der Hauptabteilung III B 3 des Gestapa ernannt. Zum 1. April 1934 war er ausweislich des Stellenplanes des Gestapa neben Reinhold Heller, Karl Futh und Konrad Nussbaum einer von vier Beamten im Rang eines Kriminalpolizeirates und damit einer der fünf ranghöchsten Mitarbeiter des Geheimen Staatspolizeiamtes zu diesem Zeitpunkt.
1936 erhielt Geissel die Stellung eines Kriminaldirektors in der Abteilung IV (Abwehramt) des Gestapa. Im Berliner Adressbuch wurde er bis einschließlich 1939 unter der Adresse Elsenstraße 60 aufgeführt.
Aus Geissels Sterbeurkunde geht hervor, dass er am Abend des 26. September 1938 vor dem Hause Wildenbruchstraße 4 in Berlin-Neukölln tot aufgefunden wurde, wobei als Todesursache „Selbstmord durch Erschießen“ verzeichnet wurde. Fritz Tobias weist darauf hin, dass sich bei einer Prüfung der Abstammung von Geissels Ehefrau herausgestellt hatte, dass diese jüdischer Abstammung war.
Da der auf Geissels Sterberegistereintrag (Sterberegister Berlin-Neukölln I 409/1938) folgende Eintrag (410/1938) sich auf Geissels Ehefrau Maria Geissel bezieht, sind Geissel und seine Ehefrau vermutlich gemeinsam aus dem Leben geschieden.
Der Berliner Staatsanwaltschaft, die in den 1960er Jahren den Mord an Adolf Rall untersuchte, blieb Geissels Schicksal verborgen, so dass ihre Nachforschungen nach seinem Verbleib ergebnislos verliefen.

## Ehe und Familie
Geissel war seit dem 9. August 1938 verheiratet mit Marie Cecilie Gartheis.

## Schriften
- mit Hans Schneickert: Einbruch und Diebstahl und ihre Verhütung. Praktische Winke zum Schutz von Eigentum und Leben. 1923.
- mit Walter Kurz: Hüte Dich! Das Büchlein zur Schadenverhütung. Gegen Vergehen und Verbrechen. 1925.
- mit Kurt Daluege: Kriminalistik im Zahlungsverkehr. Ein Handbuch für Behörden, Bankinstitute, Handel und Industrie. 1934.